# Мастакен (Драгомірешть, Нямц)
Мастакен (рум. Mastacăn) — село у повіті Нямц в Румунії. Входить до складу комуни Драгомірешть.
Село розташоване на відстані 288 км на північ від Бухареста, 17 км на північний схід від П'ятра-Нямца, 78 км на захід від Ясс.

## Населення
За даними перепису населення 2002 року у селі проживали 225 осіб, усі — румуни. Усі жителі села рідною мовою назвали румунську.